# Skånska nationen
Skånska nationen var en studentnation vid Lunds universitet, vilken 1 januari 1890 delades upp i fem än idag aktiva nationer.

## Historia
Skånska nationens äldsta historia är osäker då alla protokoll och liknande före 1683 är förkomna (de stals 1687 av dåvarande kuratorn Cornificius Ibinsulanus, sedan denne dödat en nationskamrat och flytt staden). Det äldsta bevarade skriftliga beviset för nationens existens föreligger i form av ett omnämnande i ett konsistorieprotokoll från den 30 maj 1674. Med tanke på att de från Skåne stammande studenterna vid denna tid utgjorde en tredjedel av det totala studentantalet kan man förmoda att nationen bör ha bildats mycket snart efter universitetets invigning 1668. Nationen förblev också under hela sin existens den största i Lund.
År 1830 förordade den nyvalde inspektorn, Carl Adolph Agardh, att åtgärder måste vidtagas på grund av nationens, med den tidens mått, svårhanterliga storlek: den omfattade vid denna tid cirka 200 medlemmar, vilket utgjorde hälften av det totala studentantalet. Resultatet blev ett beslut av den 8 maj 1833 att dela in nationen i sex relativt självständiga avdelningar med varsin avdelningskurator underställd den ordinarie kuratorn. Avdelningarna var följande:
- 1:a avdelningen eller Lunds avdelning (för infödda lundabor)
- 2:a avdelningen eller Lunds distrikts avdelning (för studenter från de omgivande häraderna kring Lund, de så kallade "perioikerna")
- 3:e avdelningen eller Malmö avdelning
- 4:e avdelningen eller Landskrona och Helsingborgs avdelning
- 5:e avdelningen eller Ystads avdelning
- 6:e avdelningen eller Kristianstads avdelning

Denna kompromisslösning visade sig efter ytterligare ett halvsekel ånyo otillräcklig. Antalet nationsmedlemmar hade på denna tid åter mer än fördubblats och genom beslut av den 17 maj 1889 upplöstes nationen från och med årsskiftet 1889-90 för att delas i följande fem, ännu existerande nationer:
- Lunds nation
- Malmö nation
- Helsingkrona nation (namnet är en sammandragning av Helsingborg och Landskrona)
- Ystads nation (bytte 1954 namn till Sydskånska nationen)
- Kristianstads nation

## Samverkan efter delningen
De fem skånska nationerna har alltjämt ett organiserat samarbete genom ett gemensamt utskott, vars uppgift bland annat är att förvalta ett antal gemensamma stipendier, nationens fanor och gemensamma gravplats samt att vart femte år arrangera en gemensam gåsmiddag.

## Bemärkta kuratorer vid Skånska nationen
- 16xx-1687 - Cornificius Ibinsulanus
- 1735-1736 - Sven Bring, senare adlad Sven Lagerbring, professor i historia
- 1790-1798 - Christian Wåhlin, domprost, historiker och original
- 1842-1849 - Bernhard August Cronholm (1813-1871), publicist
- 1869-1875 - Nils Dunér, den förste ordföranden för Lunds Studentkår
- 1875-1879 - Esaias Tegnér d.y., professor i österländska språk och chef för Svenska Akademiens ordbok